# ORS 3
ORS 3 (Octahedron Research Satellite 3 ou Octahedral Research Satellite 3), também denominado de ERS 17, foi um satélite artificial estadunidense lançado 20 de julho de 1965 por meio de um foguete Atlas-Agena D a partir do Cabo Canaveral.

## Características
O ORS 3 foi um dos membros de sucesso da família de satélites ERS (Environmental Research Satellites), pequenos satélites lançados como carga secundária junto com satélites maiores para fazer testes de tecnologia e estudos do ambiente espacial. O ORS 3 foi lançado em conjunto com os satélites Vela 5 e Vela 6 e levava a bordo cinco detectores de radiação para medir partículas carregadas, raios X, raios gama e raios cósmicos no ambiente próximo à Terra. O satélite era estabilizado por rotação (6 rpm) e retornou dados até 3 de novembro de 1965, quando o transmissor parou de funcionar. O ORS 3 foi injetado em uma órbita inicial de 112.694 km de apogeu e 153 km de perigeu, com uma inclinação orbital de 34,39 graus e um período de 2610,5 minutos. Reentrou na atmosfera em 1 de julho de 1968.

## Instrumentos
Os detectores de raios X consistiam em três tubos Geiger tipo EON 6213 e montados ao longo de três eixos mutuamente perpendiculares. Os dados eram obtidos durante 4,5 segundos em intervalos de 72 segundos e eram capazes de detectar fótons de raios-X com comprimentos de onda entre 1 e 14 angstrom. Deixaram de funcionar em 15 de setembro de 1965.
Para detectar raios gama usava um centeleador onidirecional fótons sensíveis com energias entre 30 keV e 10 MeV, distribuídos em cinco canais de energia. Os dados eram obtidos durante 4,5 segundos em intervalos de 72 segundos. Devido à falha do escudo de rejeição de partículas carregadas e a saturação do amplificador em 5 de agosto de 1965, os dados obtidos por este instrumento foram difíceis de interpretar.